# Augustana (album)
Augustana è il terzo album in studio del gruppo alternative rock statunitense Augustana, pubblicato nel 2011.

## Tracce
1. Steal Your Heart – 3:33
2. Wrong Side of Love – 3:32
3. On the Other Side – 4:17
4. Counting Stars – 4:18
5. Borrowed Time – 3:10
6. Shot in the Dark – 3:26
7. Someone's Baby Now – 3:17
8. Hurricane – 5:20
9. Just Stay Here Tonight – 3:20
10. You Were Made for Me (It Only Means I Love You) – 3:27

## Formazione
- Dan Layus – voce, chitarre, piano
- Jared Palomar – basso, cori
- Justin South – batteria, percussioni
- Chris Sachtleben – chitarra, cori
- John Fredericks – tastiere, cori